# 切尔梅纳泰
切尔梅纳泰（義大利語：Cermenate），是意大利科莫省的一个市镇。总面积8.1平方公里，人口9003人，人口密度1111.5人/平方公里（2009年）。ISTAT代码为013064。